# Аліче Пірсу
Аліче Пірсу (нар. 16 травня 1979) — колишня румунська тенісистка.
Найвищу одиночну позицію світового рейтингу — 200 місце досягла 20 липня 1998, парну — 223 місце — 20 липня 1998 року.
Здобула 1 одиночний та 1 парний титул туру ITF.

## Фінали ITF

### Одиночний розряд (1–3)
| Легенда         |
| --------------- |
| Турніри $25,000 |
| Турніри $10,000 |

| Результат | Ранг | Дата            | Турнір                 | Покриття | Суперниця           | Рахунок       |
| --------- | ---- | --------------- | ---------------------- | -------- | ------------------- | ------------- |
| Перемога  | 1.   | 31 серпня 1997  | ITF Афіни, Греція      | Ґрунт    | Євгенія Куликовська | 4–6, 7–5, 6–3 |
| Поразка   | 2.   | 7 вересня 1997  | ITF Клуж, Румунія      | Ґрунт    | Десислава Топалова  | 3–6, 7–5, 3–6 |
| Поразка   | 3.   | 12 жовтня 1997  | ITF Салоніки, Греція   | Тверде   | Антоанета Пандєрова | 2–6, 2–6      |
| Поразка   | 4.   | 20 вересня 1998 | ITF Констанца, Румунія | Ґрунт    | Ганна Запорожанова  | 6–7, 1–6      |

### Парний розряд (1–6)
| Результат | Ранг | Дата            | Турнір                   | Покриття | Партнерка          | Суперниці                               | Рахунок          |
| --------- | ---- | --------------- | ------------------------ | -------- | ------------------ | --------------------------------------- | ---------------- |
| Поразка   | 1.   | 7 серпня 1995   | ITF Стамбул, Туреччина   | Тверде   | Ралука Санду       | Ґюльберк Ґюльтекін Selin Nassi Tekikbas | 2–6, 2–6         |
| Перемога  | 2.   | 24 червня 1996  | ITF Марибор, Словенія    | Ґрунт    | Alida Gallovits    | Кіра Надь Андреа Носай                  | 6–4, 7–5         |
| Поразка   | 3.   | 18 серпня 1996  | ITF Стамбул, Туреччина   | Тверде   | Ху Чін-Бі          | Іпек Шенолу Десислава Топалова          | 1–6, 4–6         |
| Поразка   | 4.   | 28 липня 1997   | ITF Горб, Німеччина      | Ґрунт    | Магда Міхалаке     | Юлія Абе Рені Рід                       | 3–6, 3–6         |
| Поразка   | 5.   | 1 вересня 1997  | ITF Клуж-Напока, Румунія | Ґрунт    | Магда Міхалаке     | Ольга Виметалкова Бланка Кумбарова      | 6–7(3), 6–4, 4–6 |
| Поразка   | 6.   | 6 квітня 1998   | ITF Афіни, Греція        | Ґрунт    | Андрея Ехрітт-Ванк | Аліче Канепа Татьяна Гарбін             | 7–5, 2–6, 4–6    |
| Поразка   | 7.   | 14 вересня 1998 | ITF Констанца, Румунія   | Тверде   | Ніно Луарсабішвілі | Деббі Гак Йоланда Менс                  | 3–6, 6–7(5)      |